# Borrelho-de-dupla-coleira
O borrelho-de-dupla-coleira ou borrelho-de-coleira-dupla (Charadrius vociferus) é ave limícola da ordem dos caradriformes.

## Características

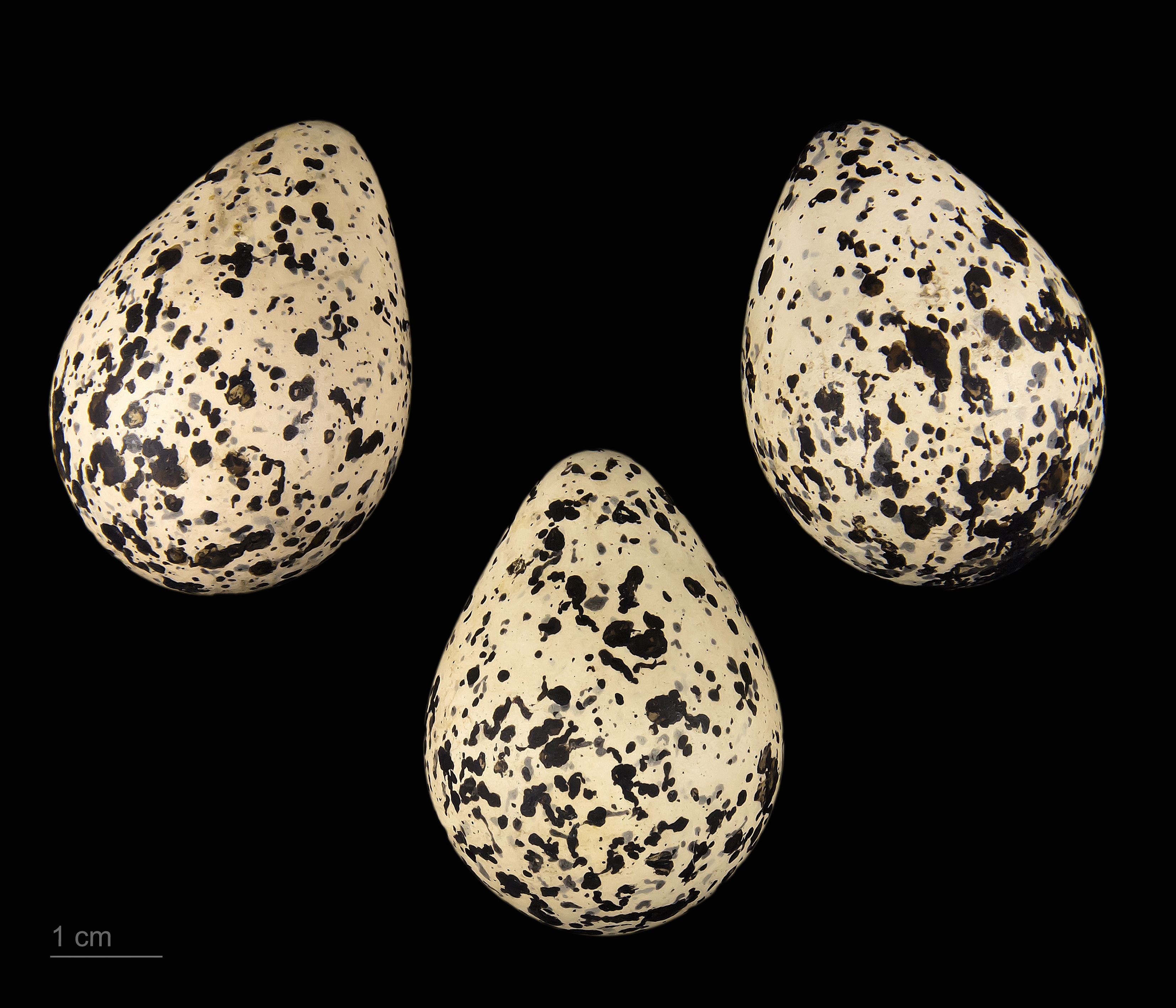
Charadrius vociferus - MHNT

Distingue-se dos outros borrelhos pelo seu grande tamanho, pela dupla coleira e pelo uropígio arruivado.

## Distribuição geográfica
Esta espécie é originária do continente americano e distribui-se por uma vasta área, que vai desde o sul do Canadá até ao norte do Chile.
A sua ocorrência na Europa é muito rara.
Em 2010 foi pela primeira vez observada a nidificar na ilha de Santa Maria, nos Açores, no que é o primeiro caso registado na Europa de nidificação desta espécie.